# Eva aux mains bleues
Eva aux mains bleues est un album de bande dessinée.
- Scénario, dessins et couleurs : Isabelle Dethan

## Publication

### Éditeurs
- Delcourt (Collection Mirages) : première édition  (ISBN 2-84789-071-8) (2004).